# Corinnomma rufofuscum
Corinnomma rufofuscum là một loài nhện trong họ Corinnidae.
Loài này thuộc chi Corinnomma. Corinnomma rufofuscum được Eduard Reimoser miêu tả năm 1934.